# Bảo tàng Quân đoàn 4 (Việt Nam)
Bảo tàng Binh đoàn Cửu Long trực thuộc Cục Chính trị, Quân đoàn 4, Quân đội nhân dân Việt Nam thuộc loại hình lịch sử quân sự có nhiệm vụ nghiên cứu, sưu tầm, kiểm kê, trưng bày, tuyên truyền giới thiệu các tài liệu, hiện vật có giá trị lịch sử, văn hoá, khoa học, phản ánh quá trình xây dựng, chiến đấu, trưởng thành của binh đoàn trong sự nghiệp giải phóng dân tộc, thống nhất đất nước, xây dựng và bảo vệ Tổ quốc.

## Khái quát trưng bày
1. Phòng khánh tiết: giới thiệu những hình ảnh, hiện vật phản ánh sự quan tâm của Đảng, Bác Hồ đối với cán bộ chiến sĩ của Binh đoàn Cửu Long;
2. Sự ra đời, phát triển và những chiến công của các đơn vị tiền thân của binh đoàn; 3. Binh đoàn Cửu Long tham gia các chiến dịch Phước Long, Dầu Tiếng, Chơn Thành, Xuân Lộc và chiến dịch Hồ Chí Minh lịch sử; 4. Binh đoàn Cửu Long trong sự nghiệp xây và bảo vệ Tổ quốc (1975 đến nay);
5. Binh đoàn làm nhiệm vụ quốc tế;
6. Phần trưng bày ngoài trời: giới thiệu các loại vũ khí lập chiến công và chiến lợi phẩm thu được của địch.